# خنرکوف لوبانگسکی
خنرکوف لوبانگسکی (به لهستانی:  Henryków Lubański) یک روستا در لهستان است که در گمینا لوبانگ واقع شده‌است. خنرکوف لوبانگسکی ۸۵۰ نفر جمعیت دارد.